# Karnice (powiat trzebnicki)
Karnice – wieś w Polsce położona w województwie dolnośląskim, w powiecie trzebnickim, w gminie Żmigród.

## Podział administracyjny
W latach 1975–1998 miejscowość należała administracyjnie do województwa wrocławskiego.

## Krótki opis
Jest zamieszkana (III 2011 r.) przez 162 mieszkańców. Znajduje się tu firma produkująca meble Jafra, a jej nazwa pochodzi od imion Janina i Franciszek. Miejscowość o charakterze rolniczym. W pobliżu wsi znajduje się tor doświadczalny Instytutu Kolejnictwa.